# فریدون معینی
فریدون معینی (زاده ۱ شهریور ۱۳۲۵ در تهران) بازیکن سابق فوتبال اهل ایران است.وی هم‌اکنون به تدریس در در دانشگاه خوارزمی مشغول است.او سابقه مدیریت آموزش و سرپرستی کمیته تیم‌های ملی فدراسیون فوتبال را دارد.وی برادر مسعود معینی می‌باشد.
او در جریان دیدار دوستانه تاج برابر هامبورگ و در مسابقات فوتبال جام باشگاه های آسیا در سال 1349 به عنوان یار کمکی تاج به میدان رفت.
فریدون معینی بازیکن خط میانی بود و در تیم ملی فوتبال در بازیهای آسیایی 1970 بانکوک و مسابقات جام بین المللی کوروش در سال 1971 برای تیم ملی فوتبال کشورمان به میدان رفت.